# 松村正恒
松村 正恒（まつむら まさつね、1913年1月12日 - 1993年2月28日）は、愛媛県大洲市出身の日本の建築家である。

## 人物
- 1935年に武蔵高等工科学校（現・東京都市大学）を卒業後、土浦亀城建築設計事務所に就職。日泰文化会館の実施設計を巡って土浦と対立し、退職[2]。1941年の農地開発営団[3]を経て、終戦後は八幡浜市役所[4]に就職、江戸岡小学校（八幡浜市、1953年竣工）[5]を皮切りに、新谷中学校（大洲市、1955年竣工）[6]、日土小学校（八幡浜市、1958年竣工）[7]、持田幼稚園（松山市、1967年竣工）[8]など学校だけでなく病院まで手掛けた。事務所の登録証は気分によって「無休建築士」、「無給建築士」と貼り替えていた。
- 1960年に文藝春秋5月号に建築家十傑に名を連ね[9][10]、同年には松山市に「松村正恒建築設計事務所」を開設[11]、1990年に新日本建築家協会第1号終身会員[11]に選ばれた。
- 松村が設計を手掛けた八幡浜市立日土小学校の中校舎（1956年竣工）と東校舎（1958年竣工）は、木造モダニズム建築の代表例として、松村の没後の2012年12月28日付で文部科学大臣から重要文化財に指定された。戦後の学校建築では初の指定である[12]。

## 著書
- 「素描・松村正恒」建築家会館、1993年
- 「住まい学体系060・無休建築士自筆年譜」住まいの図書館出版局、1994年
- 「老建築稼の歩んだ道」青葉図書、1995年
- 「建築家・松村正恒ともうひとつのモダニズム」花田佳明著、鹿島出版会、2011年